# Porepunkah
Porepunkah – miasto w Australii, w stanie Wiktoria.